# Altfrid Heger
Altfrid Heger, né le 24 janvier 1958 à Essen, est un pilote automobile allemand de compétitions sur circuits pour voitures de sport.

## Biographie
Sa carrière au volant s'étale sur près d'une trentaine d'années, entre 1982 (avec débuts en Renault 5 Turbo Eurocup la saison suivante) et 2012, malgré une éclipse de 2001 à 2006.
Il participe aux 24 Heures du Mans à deux reprises avec le team de Claude Haldi, en 1984 (16e avec ce dernier et Jean Krucker) et 1985.
En 1987 et 1988 il est pilote officiel BMW Motorsport. Il l'a également été pour  Audi, Honda et Peugeot.
Il est le cofondateur de la société Hegersport, qui organise des compétitions de tourisme V8Star Series en Allemagne et qui aligne aussi des voitures en Porsche Carrera Cup Allemagne.

## Palmarès

### Titres
- Porsche Supercup en 1993 sur Porsche Carrera pour le team Porsche Zentrum Koblenz (1re édition);
  - Vice-champion d'Europe des voitures de tourisme en 1987, sur BMW M3 pour le team Linder Rennsport;
  - 2e de la Porsche Carrera Cup Allemagne en 1993, sur Porsche Carrera avec les teams Kattus et Zentrum Koblenz;
  - 3e de la Porsche Supercup en 1998 sur Porsche 996 GT3 Cup, avec les teams Zentrum Koblenz et Zakspeed;

### Victoires notables
- 1 000 kilomètres du Nürburgring en 1984 (Groupe B);
- 1 000 km de Sandown Park en 1984 (Groupe B);
- 24 Heures de Spa en 1986 avec l'Autrichien Dieter Quester et le Belge Thierry Tassin sur BMW 635 CSi, et en 1988 avec Quester et l'Italien Roberto Ravaglia sur BMW M3 (à Spa-Francorchamps);
- 500 kilomètres d'Anderstorp en 1987 sur BMW M3;
- 500 kilomètres d'Imola en 1987 sur BMW M3;
- Guia Race of Macau (en)  en 1988 sur BMW M3;
- 24 Heures du Nürburgring en 1990 avec ses compatriotes Joachim Winkelhock et Frank Schmickler sur BMW M3 Evo. 2, et  en 2000 avec ses compatriotes Michael Bartels, Bernd Mayländer et Uwe Alzen sur Porsche 911 GT3-R du team Porsche Zentrum Koblenz;
- 6 Heures de Vallelunga en 1993 avec Alexander Burgstaller sur BMW M3 GTR;
- 24 Heures du Nürburgring en 2012 catégorie SP7 sur Porsche 911 GT3 du team Kremer Racing;

(Nota Bene: également 2e des 24 Heures de Spa en 1989 et 1992 sur BMW M3 Evo, et 3e en 1994)